# Zaak-Jaitsen Singh
De zaak-Jaitsen Singh betreft de veroordeling van een Nederlander die in de Verenigde Staten een gevangenisstraf uitzit voor het laten vermoorden van zijn vrouw en stiefdochter. De rechtmatigheid van de veroordeling wordt door verschillende partijen aangevochten.

## Migratieachtergrond
Jaitsen Jainandun Singh is een Nederlander van Surinaamse afkomst. Hij was in 1965 vanuit Suriname naar Nederland vertrokken en ging in 1969 met zijn gezin weer naar Suriname. Van daaruit vertrokken ze naar de Verenigde Staten. Hij woonde sinds 1970 in Ontario (Californië) met zijn vrouw Grace, zijn zoon Surendar en zijn stiefdochter Daphne, uit een eerder huwelijk van Grace. Hij was onderhoudsmonteur bij een loodgietersbedrijf en verhuurde vastgoed.

## Moorden en veroordeling
Zijn vrouw en stiefdochter werden op 27 augustus 1983 dood aangetroffen in de kofferbak van de auto van Grace in een criminele buurt in Los Angeles, ruim 50 kilometer van Ontario. Zij was doodgeslagen met een honkbalknuppel en Daphne was met veertien messteken om het leven gebracht. Eerder was al ontdekt dat het huis in Ontario was geplunderd en vol met bloed lag.
In april 1984 werd Singh gearresteerd op basis van de verklaring van één getuige, Raymond Copas, die op dat moment zelf gevangenzat. In 1986 werd Singh door een jury veroordeeld tot 56 jaar cel voor het opdracht geven tot de dubbele moord. Het vonnis rustte slechts op de verklaring van Copas, die zijn getuigenis later in een schriftelijke verklaring heeft ingetrokken en kort daarna omkwam. Ook daarna zou uit tal van verklaringen en dossierstukken zijn gebleken dat Singh vrijwel zeker niets te maken had met de dubbele moord. De weduwe en een broer van een van de vermoedelijke daders hebben een verklaring ondertekend waarin staat dat de Nederlander niet schuldig is aan de moorden. De getuigenverklaring waarop het vonnis steunde, bleek na onderzoek door een privédetective en de FBI te zijn gekocht door aanklager Dennis Stout, die later vanwege corruptie al zijn strafzaken moest beëindigen. Een ontlastende getuigenis van de destijds 14-jarige Suren, de zoon van Jainandun Singh, is altijd buiten het proces gehouden.
In 2000 volgde een herzieningszaak, waarin Singhs eerder opgelegde straf werd bevestigd.
Singh zat lange tijd opgesloten in de San Quentin State Prison bij San Francisco. In 2017 werd Singh overgebracht naar de California Medical Facility in Vacaville, een medische gevangenisfaciliteit. Daar raakte hij eind 2020 besmet met het coronavirus. Hierdoor kwam hij aan de beademing en zat hij in isolatie, volgens zijn advocate Rachel Imamkhan.

## Rechtshulp en rol Nederland
Sinds zijn veroordeling zijn er diverse herzieningsverzoeken ingediend, alsmede rechtshulpverzoeken aan de Nederlandse staat. Die is naar het oordeel van Singh jarenlang ernstig tekortgeschoten in het bepleiten van zijn zaak bij de Amerikaanse justitie. Uit stukken die de Volkskrant heeft opgevraagd op basis van de WOB werd dit bevestigd. Bezoeken van het Nederlandse consulaat bleven uit, brieven vanuit de cel werden niet beantwoord, Nederland werkte niet mee aan een mogelijke overplaatsing van Singh naar zijn vaderland.
Vanuit de Tweede Kamer is er meermaals aangedrongen op hulp van de Nederlandse overheid aan Singh. In juni 2018 schreef minister van Buitenlandse Zaken Stef Blok aan de Tweede Kamer dat later dat jaar een commissie in Californië een besluit zou nemen over een vervroegde vrijlating van Jaitsen Singh. In september 2018 bleek echter dat de desbetreffende zitting geen doorgang zou vinden.
De rol van Nederland bij de zaak van Singh kwam in augustus 2019 weer in de belangstelling, na een bezoek van justitieminister Grapperhaus aan Thailand, vanwege de detentie in dat land van de Nederlandse voormalige coffeeshophouder Johan van Laarhoven. Dit had onder andere tot gevolg dat er een maand later Kamervragen werden gesteld. Deze werden in november 2019 beantwoord door minister voor Rechtsbescherming Dekker, die geen toezeggingen deed. Op 23 juni 2020 nam de Tweede Kamer met een ruime meerderheid een motie aan, ingediend door Michiel van Nispen (SP) en mede ingediend door de PvdA, GroenLinks en de Partij voor de Dieren en de regeringspartijen CDA, D66 en ChristenUnie, die minister Dekker ertoe verplicht zich 'maximaal' in te spannen Singh naar Nederland te doen overbrengen. In september dat jaar liet Dekker in een brief weten niet in te zetten op overplaatsing, maar op steun van hemzelf en zijn ministerie bij een verzoek tot gratie.
In januari 2021 werden opnieuw Kamervragen aan minister Dekker gestuurd, ingediend door CDA, D66 en SP, vooral naar aanleiding van de informatie dat Singh met het coronavirus was besmet. De Kamerleden drongen opnieuw aan op ingrijpen van de minister, om te bespoedigen dat Singh op humanitaire gronden kon worden vrijgelaten.
Eind april 2021 diende een kort geding van Singh tegen de Nederlandse staat. In de rechtszitting werd een audioboodschap van Singh vrijgegeven waarin hij minister Dekker opriep hem 'naar Nederland te halen' om hem te laten 'komen overlijden tussen mijn familieleden'. De landsadvocaat betoogde dat de in Suriname geboren Singh te weinig binding had met Nederland omdat hij ten tijde van zijn veroordeling vier jaar in Nederland had gewoond, en dertien jaar in de Verenigde Staten. De advocaten van Singh voerden daarentegen aan dat hij een Nederlands paspoort heeft, en dat Suriname in zijn jeugd deel uitmaakte van het Koninkrijk der Nederlanden. Ook Singh zelf ziet zich als Nederlander. Op 17 mei 2021 werd in het geding uitspraak gedaan: de rechtbank in Den Haag stelde de Nederlandse staat in het gelijk. De minister hoeft van de rechter niet mee te werken aan overplaatsing van Singh naar Nederland.
In juni 2022 liet minister Weerwind aan de Tweede Kamer weten dat er in april dat jaar een hoorzitting van de Amerikaanse Parole Board (een commissie die gratieverzoeken beoordeelt) was gehouden in het lopende gratieverzoek van Singh. Deze commissie had mede op aangeven van Weerwind een positief advies gegeven, hetgeen had kunnen betekenen dat Singh voorwaardelijk vrij zou worden gelaten, na een juridische herziening en een definitief besluit van de gouverneur van Californië. Dit had geen positief resultaat voor Singh. Op 26 januari 2023 was er opnieuw een Parole hearing (de vierde, weer aangevraagd door zijn Nederlandse advocaat), waarin het besluit viel dat hij niet vervroegd zou worden vrijgelaten.
Sinds 2011 wordt Singh bijgestaan door zijn Amsterdamse advocaat Rachel Imamkhan (PrisonLAW), die in 2016 Romano van der Dussen vrij kreeg, die in Spanje ten onrechte voor zedenmisdrijven was veroordeeld. In januari 2021 daagde zowel PrisonLAW als advocatenkantoor Prakken d'Oliveira de Nederlandse staat vanwege nalatigheid in handelen in de zaak-Jaitsen Singh.
Ook Singhs zus Sieta zet zich in voor zijn zaak. In augustus 2019, na het bezoek van minister Grapperhaus aan Thailand in het kader van de zaak-Johan van Laarhoven, zette zij een online petitie op touw, gericht aan de Nederlandse overheid.

## Documentaireserie
In 2016 begon de Nederlands-Amerikaanse productiemaatschappij Submarine aan het maken van een documentaireserie over de zaak van Jaitsen Singh, voor de NPO. Aanvankelijk was er nauw overleg met en medewerking van Singh zelf en zijn advocaat Rachel Imamkhan, die een samenwerkingsovereenkomst sloten met Submarine. Hierin werden de "exclusieve verfilmingsrechten op zijn levensverhaal" voor de productiemaatschappij vastgelegd.
Vanaf medio 2018 wijzigde het nauwe karakter van de samenwerking echter, vanwege onenigheid over verschillende juridische en operationele aspecten bij de productie. De makers spraken verschillende mensen die ervan overtuigd zijn dat Singh terecht is veroordeeld, waaronder de aanklager in de strafzaak en die in de herzieningszaak. Ook besteedt Submarine in de serie aandacht aan de beschuldigingen van de familie van Singhs vermoorde stiefdochter Daphne, dat Singh haar seksueel zou hebben misbruikt. Verder komen beschuldigingen van drugshandel aan bod. Deze vorm van hoor en wederhoor achtte regisseur Hans Pool als een journalistieke plicht. Deze uitbreidingen van het onderwerpsgebied van de serie waren echter tot groot ongenoegen van Singh, zijn zus Sieta en zijn advocate Imamkhan, die onder meer aanvoerden dat de misbruikbeschuldiging niet gerelateerd is aan de zaak waarvoor hij vastzit en niet tot een aanklacht heeft geleid. Bovendien zou Singhs leven gevaar lopen, mocht hij door medegedetineerden verdacht worden van seksueel misbruik. Uiteindelijk bleef er van de aanvankelijke samenwerking niets over; in 2021 werd de samenwerkingsovereenkomst opgezegd door Imamkhan. Singh eiste via haar dat de vijfdelige documentaireserie, genaamd Een Amerikaanse Nachtmerrie, niet door omroep BNNVARA zou worden uitgezonden. Deze wenste hier echter geen gehoor aan te geven en bleef bij het voornemen om eind mei 2023 de eerste aflevering uit te zenden. Het kort geding dat Singh tegen Submarine en BNNVARA had aangespannen om uitzending te verhinderen, werd echter op 19 mei door hem verloren. De enige tegemoetkoming die de rechtbank Amsterdam deed was dat BNNVARA in promotiemateriaal rond de serie de misbruikbeschuldigingen niet mocht noemen. In hoger beroep werd uitzending van het vijfde deel van de serie, dat voor een belangrijk deel het vermeende seksueel misbruik behandelt, door het gerechtshof Amsterdam verboden. De aflevering was al wel te zien geweest op NPO Plus, maar werd daar offline gehaald.